# Championnat du Gabon de football 1978
Navigation
Saison suivante
La saison 1978 du Championnat du Gabon de football est la seconde édition du championnat de première division gabonaise, le Championnat National. La compétition est en fait une phase finale qui réunit les cinq clubs vainqueurs des championnats provinciaux. L’ensemble des rencontres ont lieu dans la capitale, Libreville.
C'est le club du FC 105 Libreville qui remporte le titre, après avoir terminé en tête du classement devant Petrosport FC et l’AS Sogara. C'est le tout premier titre de champion du Gabon de l'histoire du club.

## Les clubs participants
| - FC 105 Libreville - Petrosport FC - AS Sogara - Vantour Mangoungou - Télésport Bakoumba |

## Compétition

### Classement
| Rang | Équipe             | Pts | J | G | N | P | Bp | Bc | Diff |  | Résultats (▼ dom., ► ext.) | 105 | Pét | Sog | Vit | Tél |
| ---- | ------------------ | --- | - | - | - | - | -- | -- | ---- |  | -------------------------- | --- | --- | --- | --- | --- |
| 1    | FC 105 Libreville  | 8   | 4 | 4 | 0 | 0 | 16 | 3  | +13  |  | FC 105 Libreville          |     | 3-1 | 2-1 | 5-1 | 6-0 |
| 2    | Petrosport FC      | 5   | 4 | 2 | 1 | 1 | 12 | 7  | +5   |  | Petrosport FC              |     |     | 4-1 | 4-0 | 3-3 |
| 3    | AS Sogara          | 4   | 4 | 2 | 0 | 2 | 10 | 8  | +2   |  | AS Sogara                  |     |     |     | 2-1 | 6-1 |
| 4    | Vantour Mangoungou | 2   | 4 | 1 | 0 | 3 | 4  | 12 | -8   |  | Vantour Mangoungou         |     |     |     |     | 2-1 |
| 5    | Télésport Bakoumba | 1   | 4 | 0 | 1 | 3 | 5  | 17 | -12  |  | Télésport Bakoumba         |     |     |     |     |     |

| Qualifications et relégations | Qualifications et relégations                                  |
| ----------------------------- | -------------------------------------------------------------- |
|                               | Qualification pour la Coupe d'Afrique des clubs champions 1979 |
|                               | Qualification pour la Coupe des Coupes 1979                    |

## Bilan de la saison
| Championnat du Gabon de football 1978                             |                               |
| Champion                                                          | FC 105 Libreville (1er titre) |
| Coupes et trophées                                                |                               |
| Vainqueur de la Coupe du Gabon 1978                               | AS Stade Mandji               |
| Qualifications continentales                                      |                               |
| Coupe d'Afrique des clubs champions 1979                          | FC 105 Libreville             |
| Coupe des Coupes 1979                                             | Petrosport FC                 |
| Promotions et relégations                                         |                               |
| Promus en Championnat National                                    | Aucun                         |
| Relégués en Championnat du Gabon de football de deuxième division | Aucun                         |